# Xanthi
Xanthi (în greacă Ξάνθη, în turcă İskeçe, în bulgară Ксанти, transliterat: Ksanti) este un oraș în Grecia în prefectura Xanthi.